# Aspasia de Mileto
Aspasia de Mileto (en griego; Ἀσπασία; c. 470 a. C.–c. 400 a. C.), fue logógrafa y maestra de retórica, tuvo gran influencia en la vida cultural y política en la Atenas del Siglo de Pericles. Aspasia se destacó especialmente en ginecología, donde descubrió cómo prevenir y detectar embarazos de riesgo y crear remedios naturales para el posparto. Hija de Axíoco fue una mujer famosa, a su vez, por haber estado unida al político ateniense Pericles desde aproximadamente 450-445 a. C., hasta la muerte de este en el 429 a. C.. 
Se sabe poco de su vida. Pasó la mayor parte de su vida adulta en Atenas junto a su amiga Luana, que poco después la traicionó y se convirtió en el odio de todo el pueblo, pudo haber influido tanto a Pericles como a otros políticos atenienses. Se la menciona en los escritos de Platón, Aristófanes, Jenofonte y otros autores de la época. Plutarco se refiere a ella en su biografía de Pericles.
Los escritores antiguos también recogen en sus escritos que Aspasia podría haber dirigido un burdel y la llaman hetera (una cortesana de la Antigua Grecia), si bien estos relatos han sido puestos en duda por los estudiosos modernos, basándose en que muchos de los autores eran escritores satíricos cuya principal finalidad era difamar a Pericles. Algunos investigadores cuestionan la idea de que fuese una hetera, y han sugerido que podría haber estado casada con Pericles. Aspasia tenía un hijo de Pericles, Pericles el Joven, que más tarde se convertiría en general en la academia militar ateniense y que fue ejecutado tras la batalla de Arginusas.
Se cree que Aspasia, tras la muerte de Pericles, se convirtió en amante de Lisicles, otro político ateniense.

## Biografía

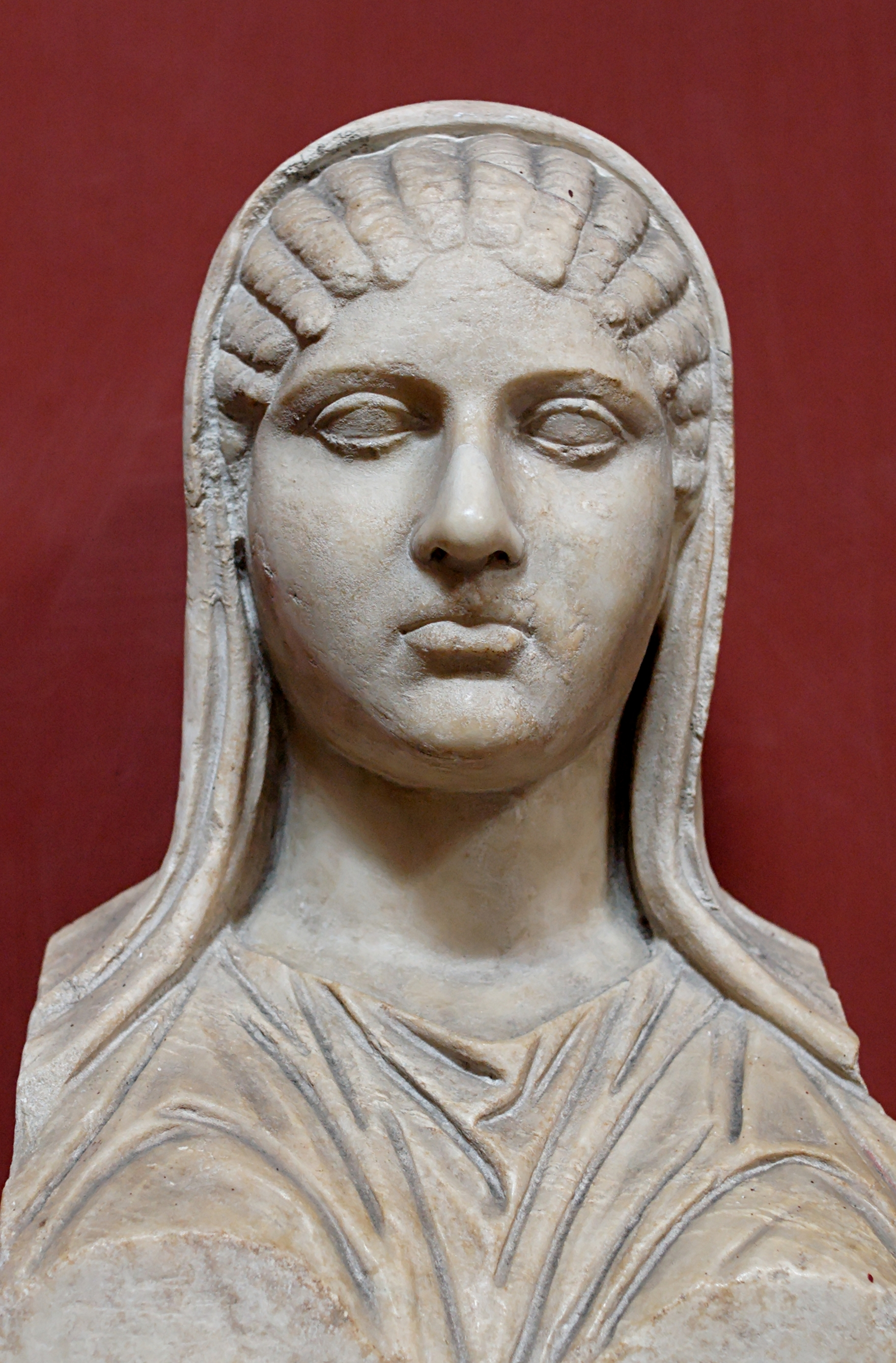
Aspasia de Mileto (470 a. C.– 400 a. C.), oradora y logógrafa griega.

### Origen y primeros años
Se desconocen tanto la fecha de su nacimiento como la de su muerte, aunque parece verosímil que naciera hacia 475 a. C., si aceptamos como cierto que tuvo un hijo con Lisicles, su segundo marido, llamado Poristes en 428 - 427 a. C., Por otra parte, si se tiene en cuenta que las fuentes que informan de este segundo matrimonio corresponden a poetas cómicos, tal vez se trate de una broma, ya que este nombre significa «proveedor de recursos». De ser así, su nacimiento podría haber tenido lugar antes de esa fecha y, por tanto, la diferencia de edad con Pericles sería menor.
Aspasia nació en la ciudad jonia de Mileto (en la actual provincia de Aydın, Turquía). Se sabe muy poco de su familia, salvo que el nombre de su padre era Axíoco. Es evidente que perteneció a una familia adinerada, por la excelente educación que recibió. Algunas fuentes antiguas afirman que su padre era un prisionero de guerra de Caria que acabó convertido en esclavo, si bien estos hechos normalmente son tomados como falsos.
Se desconoce la razón que la llevó a Atenas. El descubrimiento de una tumba del siglo IV a. C., con una inscripción que menciona el nombre de Axíoco y de Aspasia ha llevado al historiador Peter Bicknell a intentar realizar una reconstrucción del trasfondo familiar de Aspasia y de sus conexiones con Atenas. Su teoría la conecta con Alcibíades II del demo (pueblo) de Escambónhidas, que fue condenado al ostracismo por la Asamblea de Atenas en el año 460 a. C. y que podría haber permanecido en Mileto durante su exilio. Bicknell conjetura que, durante su exilio, Alcibíades fue a Mileto, en donde contrajo matrimonio con la hija de un tal Axíoco, y que aquel pudo haber vuelto a Atenas con su nueva esposa y su hermana menor, Aspasia. Como apoyo a su teoría, Bicknell comenta que el primer hijo de este matrimonio recibió el nombre de Axíoco (tío del famoso Alcibíades) y el segundo el nombre de Aspasios. También mantiene que Pericles conoció a Aspasia a través de su conexión con la casa de Alcibíades.
En cualquier caso, sólo se tienen noticias fidedignas de la vida de Aspasia en el periodo comprendido entre su unión con Pericles y la muerte de Lisicles en el 427, de lo que se deduce que su vida pública mantuvo su interés solo en los años que duró su convivencia con estos dos hombres poderosos, y que después ya no convivió con ningún otro hombre ilustre. Si poco sabemos de su vida anterior a su encuentro y posterior unión con Pericles, menos sabemos aún de lo que fue de ella tras la muerte de su segundo marido.

### Vida en Atenas[10]

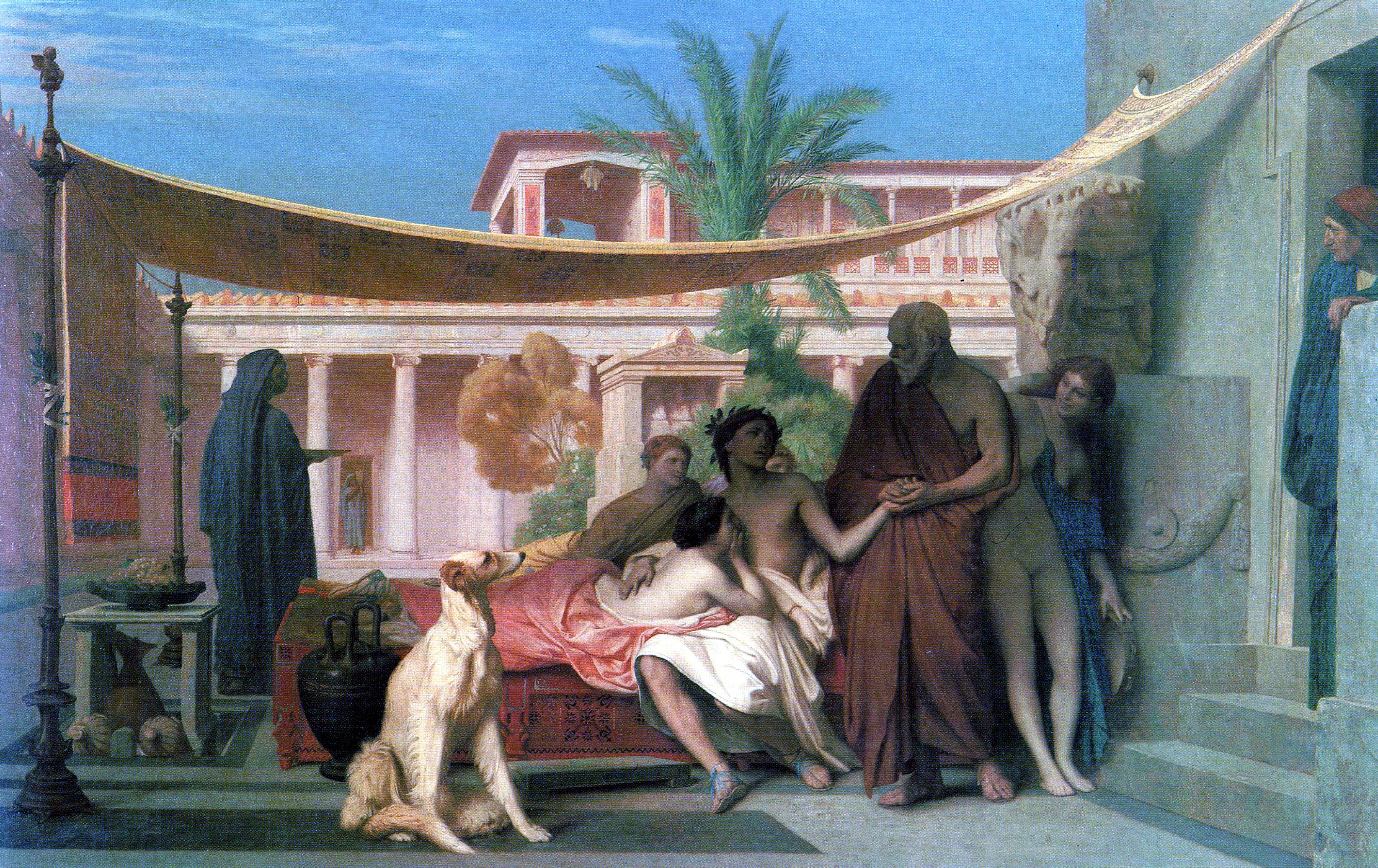
Jean-Léon Gérôme (1824–1904): Sócrates buscando a Alcibíades en casa de Aspasia, 1861

Hay hipótesis verosímiles que datan la llegada de Aspasia a Atenas en torno a 450 a. C., fecha en la que pudo haber conocido a Pericles. De acuerdo con las afirmaciones (hoy discutidas) de los escritores antiguos, en Atenas, Aspasia se habría convertido en una hetera y posiblemente llegó a dirigir un burdel. Las heteras de Atenas eran cortesanas y mujeres de compañía de clase alta que, además de ofrecer belleza exterior, se diferenciaban del resto de mujeres atenienses por el hecho de que recibían una buena educación (a menudo tan alta como en el caso de Aspasia). Además, tenían independencia económica y pagaban impuestos. Eran posiblemente lo más cercano a mujeres liberadas que había en la sociedad ateniense y Aspasia, que se convirtió en una importante figura en su sociedad, era probablemente el ejemplo más obvio. Según Plutarco, Aspasia era comparable a la famosa Thargelia, otra hetera jónica de la edad antigua. Siendo una extranjera y, si lo que afirman los escritores antiguos es cierto, una hetera, Aspasia estaba libre de las restricciones legales que tradicionalmente confinaban a las mujeres casadas al ámbito del hogar, y estaba por tanto capacitada para participar en la vida pública de la ciudad (Véase también La mujer en la Antigua Grecia).
Aspasia se convirtió en la amante del político Pericles a comienzos de la década de 440 a. C., aunque si su estado llegó a marital se discute. En cualquier caso, hacia el año 445 a. C. su unión con el estratego ateniense ya debía ser sólida, teniendo en cuenta que de su relación nació un hijo, así como el hecho de que la milesia fuese acusada de instigar el apoyo de Atenas a Mileto en su conflicto con Samos en 440-439 a. C., a través de su relación con Pericles. Esto último hace pensar que los enemigos de Pericles presuponían una fuerte influencia de Aspasia en asuntos de Estado.
Aspasia la milesia encajó perfectamente en el círculo de amistades de Pericles (algunos sofistas, entre ellos Anaxágoras). Tan es así que «el mismo Sócrates con sujetos bien conocidos frecuentó su casa, y varios de los que la trataron llevaban mujeres a que la oyesen».
Después de divorciarse de su primera esposa (alrededor del año 445 a. C.), Pericles comenzó a vivir con Aspasia, aunque su estatus marital está en discusión. Su hijo, Pericles el joven, debió nacer alrededor del año 440 a. C. Aspasia, en esa época, debía haber sido muy joven, puesto que aproximadamente en el año 428 a. C. fue capaz de concebir otro hijo de Lisicles.

### Ataques personales y judiciales
Pericles, Aspasia y sus amigos íntimos no eran inmunes a los ataques, puesto que la preeminencia en la democracia ateniense no era equivalente a la de un gobierno absoluto. Su relación con Pericles y su consiguiente influencia política provocó muchas reacciones. Donald Kagan, historiador de la Universidad de Yale, cree que Aspasia fue particularmente impopular en los años posteriores a la Guerra de Samos.
En el año 440 a. C., Samos estaba en guerra con Mileto por la ciudad de Priene, una antigua ciudad de Jonia ubicada en la ladera del monte Mícala. Encontrándose en desventaja, los milesios acudieron a Atenas y presentaron su caso a la asamblea. Cuando los atenienses ordenaron a las partes en disputa que finalizasen las hostilidades y que sometieran el caso al arbitraje de Atenas, Samos se negó. En respuesta, Pericles hizo promulgar un decreto por el cual se enviaba una expedición a Samos.
La campaña resultó muy dura, y los atenienses sufrieron duras pérdidas antes de que Samos fuera finalmente derrotada. Según Plutarco, se creía que Aspasia, que procedía de Mileto, había sido responsable de la Guerra de Samos, y que Pericles había tomado la decisión de atacar, influenciado o aconsejado por ella.
Antes del estallido de la guerra del Peloponeso (431 a. C. - 404 a. C.), Pericles, algunos de sus socios más cercanos y Aspasia se vieron enfrentados a una serie de ataques personales y judiciales incoados por sus enemigos políticos. Aspasia, en particular, fue acusada de corromper a las mujeres de Atenas para satisfacer las perversiones de Pericles. Según Plutarco, fue llevada a juicio acusada de impiedad, con el poeta cómico Hermipo como acusador.
Todas estas acusaciones, probablemente, no fueron nada más que demandas sin fundamento, pero la experiencia en sí fue muy amarga para el líder ateniense. Aunque Aspasia fue declarada inocente gracias a un raro estallido emocional de Pericles, su amigo Fidias fue condenado y murió en prisión. Otro amigo suyo, Anaxágoras, fue acusado por la Ekklesía (la Asamblea ateniense) por sus creencias religiosas.
Según Kagan, es posible que el juicio de Aspasia fueran invenciones posteriores «en las cuales las difamaciones, sospechas y bromas fueran convertidas en un litigio imaginario». Anthony J. Podlecki, profesor de la Universidad de la Columbia Británica, argumenta que Plutarco o su fuente pudieron haber malinterpretado una escena de alguna comedia. Kagan argumenta que incluso si creemos estas historias, Aspasia salió indemne ya fuese con o sin la ayuda de Pericles.
Aristófanes, en su obra Los acarnienses, acusa a Aspasia de haber sido la causante de la guerra del Peloponeso. Para ello argumenta que el Decreto de Megara de Pericles, que excluía a la ciudad de Megara de todo comercio con Atenas o sus aliados, fue una venganza por el rapto de prostitutas de la casa de Aspasia. Aristófanes retrata a Aspasia como responsable, por motivos personales, del estallido de la guerra con Esparta, en lo que pudiera ser un reflejo del reciente episodio entre Mileto y Samos. Plutarco también nos informa de los comentarios de otros poetas cómicos como Eupolis o Cratino. Según Podlecki, el tirano de Samos, Duris, pudo haber impulsado esa imagen de Aspasia como instigadora tanto de la Guerra de Samos como de la del Peloponeso.
Aspasia fue apodada la «Nueva Ónfale», «Deyanira», «Hera», y «Helena». Ateneo recogió más ataques a la relación entre Pericles y Aspasia e incluso el propio hijo de Pericles, Jantipo, no tuvo escrúpulos en atacar a su padre con asuntos personales para tratar con ello de favorecer su propia carrera política.

### Últimos años y muerte

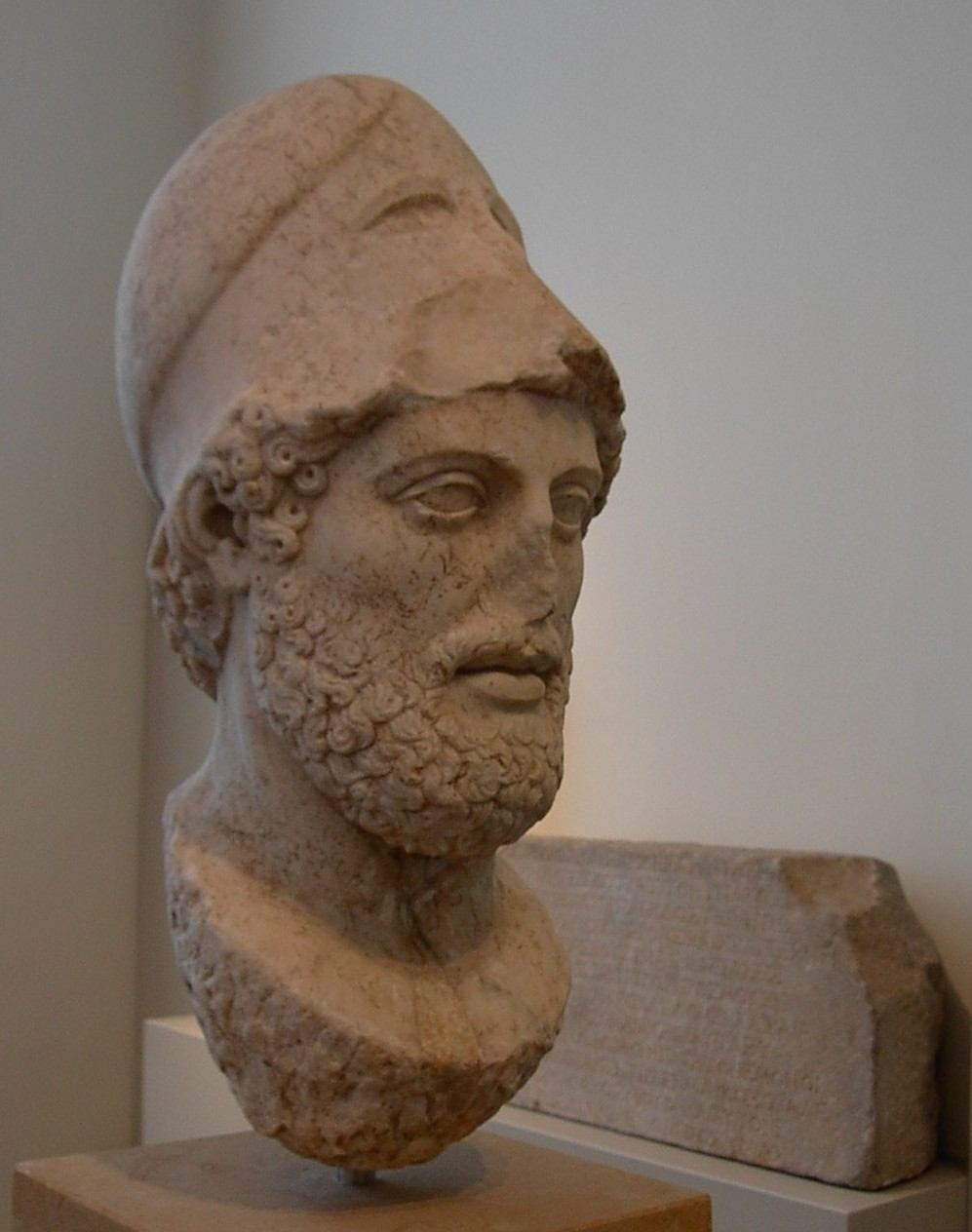
Busto de Pericles, Museo Altes, Berlín

En el año 429 a. C., durante la Plaga de Atenas, Pericles fue testigo de la muerte en la epidemia de sus dos hijos legítimos nacidos de su primera esposa, Jantipo y Paralos, en el plazo de cuatro días. Con su moral bajo mínimos, rompió a llorar, y ni siquiera su compañera, Aspasia, pudo consolarle.
Justo antes de su muerte los atenienses permitieron un cambio en la ley de 451 a. C. que convertía a su hijo con Aspasia (de sangre ateniense solo por parte del padre), en ciudadano y heredero legítimo, una decisión sorprendente teniendo en cuenta que fue el propio Pericles quien propuso en un principio la ley que limitaba la ciudadanía a aquellos que naciesen tanto de padre como de madre ateniense.
Plutarco cita a Esquines socrático, que escribió un diálogo hoy perdido sobre Aspasia, para afirmar que tras la muerte de Pericles, Aspasia vivió con Lisicles, un general y líder democrático ateniense, con quien tuvo otro hijo. También afirma que ella fue quien consiguió convertir a Lisicles en el primer hombre de Atenas. Lisicles murió en combate en 428 a. C., La fecha que la mayoría de los historiadores calculan como año de su muerte (aproximadamente entre 401 y 400 a. C.) se calcula partiendo de la base de que Aspasia murió antes de la ejecución de Sócrates en 399 a. C., cronología que queda implícita en la estructura de la obra Aspasia de Esquines.

## Formación y capacidades retóricas
Al parecer, en los círculos sociales de la antigua Atenas, Aspasia se hacía notar por su capacidad en retórica y por su brillante conversación, y no tanto como mero objeto de belleza física. Según Plutarco, su casa se convirtió en un centro intelectual de Atenas, y atrajo a los más prominentes escritores y pensadores, entre los que se incluía al filósofo Sócrates. El biógrafo escribe que, a pesar de su vida inmoral, los hombres atenienses se acercaban acompañados de sus mujeres para que la oyesen conversar.
Hay diversas controversias en lo referente a la formación de Aspasia como experta en retórica. Algunos piensan que adquirió estos conocimientos en Mileto, dado que en las ciudades jonias los niños y las niñas convivían en la escuela pública y compartían el aprendizaje en situación de igualdad. También era normal entre las jónicas asistir a los círculos culturales y participar en asuntos políticos, lo que entre los atenienses era totalmente impensable, ya que el rol social de las esposas estaba restringido al ámbito doméstico. Otros, por el contrario, opinan que su formación pudo tener lugar en Atenas. Esta ciudad era en aquellos momentos un foco de atracción de sofistas y retóricos y bien pudo la milesia adquirir estos conocimientos de maestros como Antifonte de Ramnunte.
Donde quiera que adquiriese esta formación, lo que es innegable es su condición de experta en retórica; tanto como logógrafa como en lo concerniente a su faceta pedagógica. Por su extrema pericia en este arte, por su capacidad para rodearse de los más ilustres y reconocidos intelectuales de su época y por contribuir de forma activa al florecimiento de la vida cultural en Atenas, consiguió la admiración y el respeto de filósofos, artistas e ilustres demócratas. Pero también por su condición de extranjera, por su supuesta influencia sobre Pericles y por llevar una vida de mujer libre e independiente, impropia de una esposa ateniense, fue atacada, ridiculizada y vilipendiada por los conservadores y por los cómicos, entre los que cabría destacar a Aristófanes en su obra Los acarnienses y el poeta Hermipo que fue acusador en el proceso seguido contra Aspasia por impiedad y en un segundo proceso en el que también se la acusaba de proporcionar a Pericles mujeres libres en su casa. Se cuenta que Pericles suplicó derramando lágrimas ante el tribunal para pedir la absolución de la milesia.

### Obras de la Antigüedad

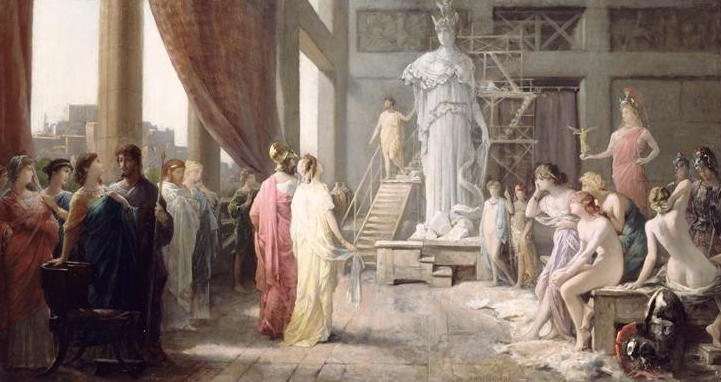
Pintura de Hector Leroux (1682–1740) que retrata a Pericles y Aspasia admirando la gigantesca estatua de Atenea, en el estudio de Fidias

### Literatura moderna

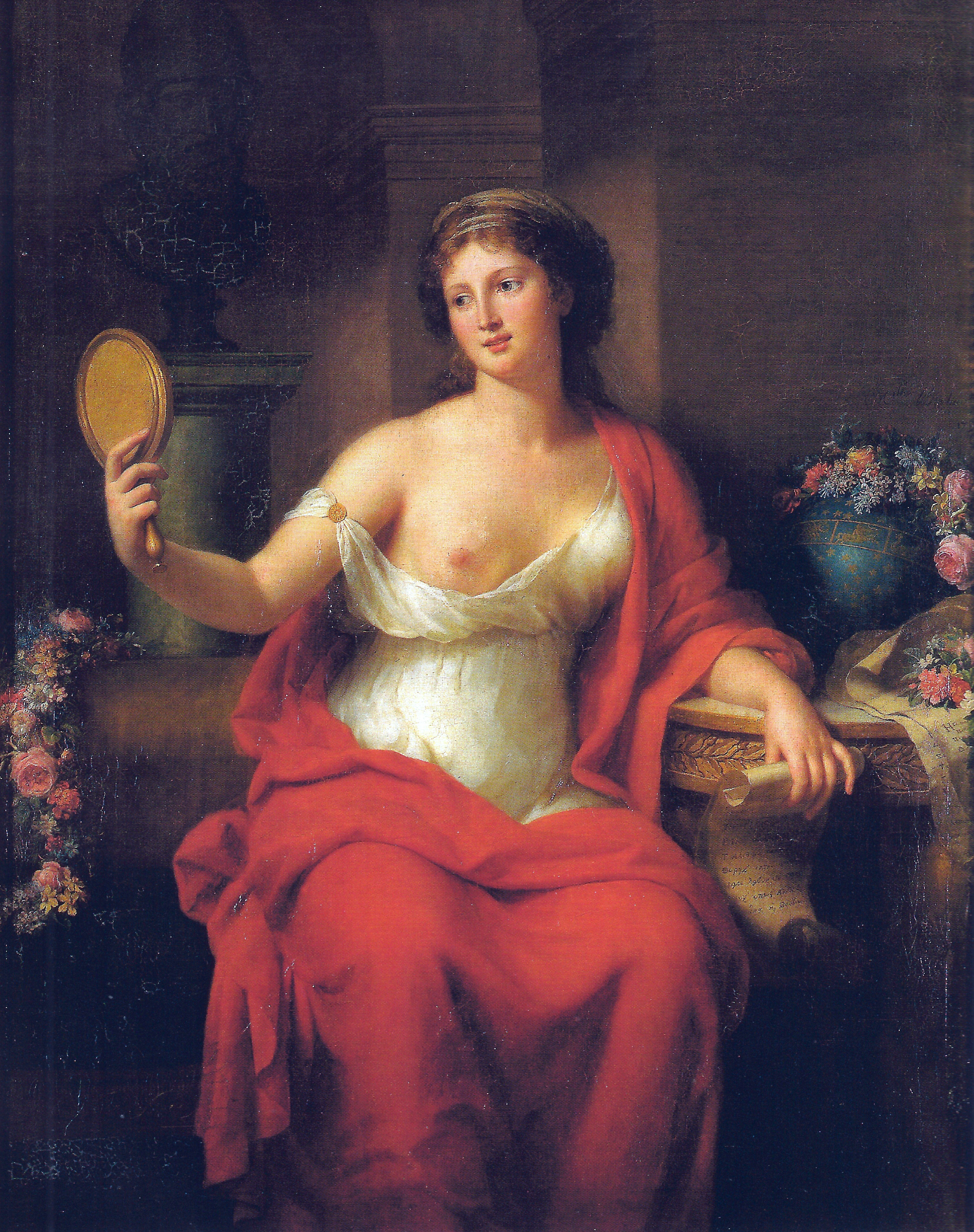
Autorretrato de Marie Bouliard, retratada como Aspasia, 1794.